# Kalanchoe alternans
Kalanchoe alternans är en fetbladsväxtart som först beskrevs av Vahl, och fick sitt nu gällande namn av Christiaan Hendrik Persoon. Kalanchoe alternans ingår i släktet Kalanchoe och familjen fetbladsväxter. Utöver nominatformen finns också underarten K. a. lanceolata.